# Luciano Limena
Luciano Limena (Este, 7 gennaio 1948 – Catania, 11 dicembre 1970) è stato un calciatore italiano, di ruolo terzino.

## Caratteristiche tecniche
Era un terzino sinistro dotato di buona tecnica.

## Carriera
Cresciuto nel vivaio del Torino, nel 1968 fu scambiato con il giocatore Renato Zaccarelli, militante nel Catania Calcio.
Fece due buoni campionati, culminati nella promozione in Serie A della squadra rossazzurra al termine della stagione 1969-1970. Alcune grandi della Serie A si erano interessate a lui.
A pochi mesi dall'inizio del campionato che vide il suo debutto in massima serie, da titolare, già alla prima giornata, nella sfida persa in casa per 1-0 contro la Juventus il 27 settembre 1970, una promessa del calcio italiano fu troncata da un tragico incidente stradale l'11 dicembre 1970 sul lungomare di Catania.
In carriera ha collezionato complessivamente 5 presenze in Serie A e 68 presenze ed una rete in Serie B.

## Palmarès

### Club

#### Competizioni nazionali
- Coppa Italia: 1

Torino: 1967-1968